# 弘前医学会
弘前医学会（ひろさきいがっかい、英語: Hirosaki Medical Society）は、日本の学術研究団体の一つ。

## 概要
1946年7月14日設立。学術研究団体としての種別は単独学会。
医学の進歩に寄与し、医学における各分野の交流をはかることを目的としている。弘前大学医学部内に本部を置く。

## 沿革
- 1946年 - 青森医専医学集談会設立。
- 1948年 - 弘前医大医学集談会に改称。
- 1950年 - 弘前医学会に改称。

## 刊行物

### 弘前医学
- 誌名（和文）：弘前医学
- 誌名（欧文）：Hirosaki Medical Journal
- 創刊年：1950
- 資料種別：ジャーナル（査読付き論文を含む）
- 使用言語：日英混在
- 発行形態：印刷体、eジャーナル
- 著作権帰属先：弘前医学編集委員会
- クリエイティブコモンズ：定めていない
- 購読：無料